# Nabburg
Nabburg é uma cidade da Alemanha localizado no distrito de Schwandorf, região administrativa de Oberpfalz, estado de Baviera.
A cidade de Nabburg é membro e sede do Verwaltungsgemeinschaft de Nabburg.